# Anisozyga subobsoleta
Anisozyga subobsoleta är en fjärilsart som beskrevs av Louis Beethoven Prout 1916. Anisozyga subobsoleta ingår i släktet Anisozyga och familjen mätare. Inga underarter finns listade i Catalogue of Life.